# Sandsländfluga
Sandsländfluga (Sphaerophoria batava) är en tvåvingeart som beskrevs av Goeldlin 1974. Sandsländfluga ingår i släktet sländblomflugor, och familjen blomflugor.
Artens utbredningsområde är Frankrike. Arten är reproducerande i Sverige. Inga underarter finns listade i Catalogue of Life.